# Amsacta emittens
Amsacta emittens là một loài bướm đêm thuộc phân họ Arctiinae, họ Erebidae.